# Сулигете (Хунедоара)
Сулигете (рум. Sulighete) насеље је у Румунији у округу Хунедоара у општини Шоимуш. Oпштина се налази на надморској висини од 330 m.

## Становништво
Према подацима из 2002. године у насељу је живело 330 становника, од којих су сви румунске националности.